# Tipula (Vestiplex) pallitergata
Tipula (Vestiplex) pallitergata is een tweevleugelige uit de familie langpootmuggen (Tipulidae). De soort komt voor in het Palearctisch gebied.